# ラトゥナプラ
ラトゥナプラ（シンハラ語: රත්නපුර、タミル語: இரத்தினபுரி、英語: Ratnapura）は、スリランカのサバラガムワ州ラトゥナプラ県の都市である。スリランカ中央高地の南西側に位置しており、同国最大の都市コロンボから南東101kmの距離に位置している。サバラガムワ州の州都であり、ラトゥナプラ県の県都でもある。ラトナプラとも。

## 概要
ラトゥナプラとはシンハラ語で「宝石の都市」の意味で、その名の通りこの地では古代からルビー、サファイアといった宝石の採掘が行われてきた。宝石の採掘以外では、ラトゥナプラは米と果物の生産で知られている。また都市の周囲には茶とゴムのプランテーションが広がっており、この地域で栽培される紅茶はロー・グロウン・ティーと呼ばれている。観光産業も盛んであり、周囲にはシンハラジャ森林保護区、ウダ・ワラウェ国立公園、キトゥルガラ、それにアダムスピークといった有名な観光名所が存在している。 
1901年当時のラトゥナプラは人口4,084人の小さな町であったが、2012年現在では人口52,170人の仏教徒とヒンドゥー教徒、キリスト教徒、ムスリムが混住する都市となっている。

## 交通
ラトゥナプラはコロンボと東部州のカルムナイを結ぶA4ハイウェイ沿いに位置している。またA8ハイウェイもラトゥナプラと西海岸のパナドゥラを結んでいる。イギリス統治時代の1912年に、狭軌の鉄道路線がコロンボからアビッサウェッラを経由してラトゥナプラまで敷設されたが、この路線は1976年に廃線となっている。

## 気候
ラトゥナプラはケッペンの気候区分で熱帯雨林気候に属す。ラトゥナプラはスリランカ南西の湿潤地帯 (wet zone) に位置しており、5月から9月の南西モンスーンの時期に降水量の多くがある。しかし残りの時期も対流性降雨によりかなりの降水量がもたらされ、年間の平均降水量は4,000 mmから5,000 mmに達する。平均気温は最低が24°C、最高が35°C。湿度も高い。
| ラトゥナプラの気候   | ラトゥナプラの気候 | ラトゥナプラの気候 | ラトゥナプラの気候 | ラトゥナプラの気候 | ラトゥナプラの気候 | ラトゥナプラの気候 | ラトゥナプラの気候 | ラトゥナプラの気候 | ラトゥナプラの気候 | ラトゥナプラの気候 | ラトゥナプラの気候 | ラトゥナプラの気候 | ラトゥナプラの気候 |
| 月                   | 1月                | 2月                | 3月                | 4月                | 5月                | 6月                | 7月                | 8月                | 9月                | 10月               | 11月               | 12月               | 年                 |
| -------------------- | ------------------ | ------------------ | ------------------ | ------------------ | ------------------ | ------------------ | ------------------ | ------------------ | ------------------ | ------------------ | ------------------ | ------------------ | ------------------ |
| 日平均気温 °C （°F） | 27 (81)            | 28 (82)            | 29 (84)            | 28 (82)            | 28 (82)            | 27 (81)            | 27 (81)            | 27 (81)            | 27 (81)            | 27 (81)            | 27 (81)            | 27 (81)            | 27 (81)            |
| 雨量 cm （inch）     | 13 (5.1)           | 12 (4.7)           | 23 (9.1)           | 36 (14.2)          | 45 (17.7)          | 34 (13.4)          | 30 (11.8)          | 22 (8.7)           | 35 (13.8)          | 50 (19.7)          | 38 (15)            | 21 (8.3)           | 359 (141.3)        |
| 出典：平均気温、雨量 |                    |                    |                    |                    |                    |                    |                    |                    |                    |                    |                    |                    |                    |

### 洪水
ラトゥナプラはカル河の氾濫原に位置しており、例年5月になると洪水が発生する。カル河には大規模なダムが無く、ラトゥナプラは毎年のように大自然の脅威に晒されている。洪水の危険性を減らすためにいくつかの構想が練られているが、2012年現在実現しているものは存在しない。2003年5月には、ラトゥナプラは1947年のスリランカ独立以来で最大の洪水に見舞われた。

## 施設
- ラトゥナプラ国立博物館